# Anton Beuving
Anton Pieter Arie Oliemans, beter bekend als Anton Beuving, (Rotterdam, 17 april 1902 – Loenen, 29 januari 1977) was een Nederlandse tekstschrijver en misdaadauteur. Hij schreef niet alleen onder de naam 'Anton Beuving' maar ook als 'Jan Korver', 'Ton Herder', en 'Sonja Tilaar'.

## Levensloop

### Jonge jaren
Na een korte loopbaan op kantoor monsterde hij als 17-jarige aan bij de grote vaart. Het leven aan boord beviel zeer slecht en in 1924 zette hij er een punt achter. Daarna werkte hij onder andere als kok. In 1936 begon hij met schrijven van levensliederen, toneelstukken en hoorspelen. Twee jaar later trad hij in dienst van de VARA.

### Liedtekstschrijver
In 1940 schreef Oliemans het muzikale hoorspel Vrouw aan boord. De liedjes werden gezongen door Frans van Schaik. Eén daarvan was "De straatjongen van Rotterdam", beter bekend als "Ketelbinkie", waarmee Van Schaik groot succes had, en dat tot de dag van vandaag gezongen wordt. In later jaren schreef Oliemans ook liedteksten voor artiesten als Eddy Christiani (Kleine Greetje uit de polder), Willy Alberti (Tabé, ouwe Wester), Kees Korbijn, Annie de Reuver, Max van Praag, Bert Robbe, Willeke Alberti en Bobbejaan Schoepen.

### Muziek en boeken
Oliemans werkte veel samen met componist Louis Noiret. In navolging van Noiret startte hij in 1947 zijn eigen muziekuitgeverij. In hetzelfde jaar begon hij ook met het schrijven van jeugdboeken. Zijn populairste boek was Vuur aan bakboord, dat zoals veel van zijn werken ook bewerkt werd tot hoorspel. In 1953 stapte hij over naar het genre van de detectiveroman. Er verschenen 52 boeken van zijn hand over rechercheur 'Hakkie' Waaldijk.

### Laatste jaren
Anton Oliemans bracht zijn laatste jaren door in een verzorgingshuis in Loenen. Hij overleed op 74-jarige leeftijd.

## Bijzonderheden liedteksten
- In 1973 bestond de Holland-Amerika Lijn honderd jaar en als geschenk aan de gemeente Rotterdam werd een beeld van Ketelbinkie van Huib Noorlander geplaatst aan de Wilhelminakade. Het werd onthuld door Mies Bouwman. Bij die gelegenheid zong Van Schaik het lied nogmaals, op accordeon begeleid door de componist Jan Vogel.
- Een andere beroemde liedtekst van Beuving was "De lichtjes van de Schelde" uit 1952 (muziek en zang door Bobbejaan Schoepen). Het lied geniet inmiddels in Vlaanderen eeuwigheidswaarde en werd aldaar in november 2006 opgenomen in de Eregalerij van Radio2. De Vlaams-Nederlandse evergreen werd talloze keren gecoverd (door onder meer Louis Neefs, Wannes Van de Velde, Hans de Booij, Will Tura en Daan).

- Digitale Bibliotheek voor de Nederlandse Letteren: beuv001
- International Standard Name Identifier: 0000 0000 4038 4564
- Library of Congress Control Number: nb98063698
- MusicBrainz: 6b756ba8-ff54-4b17-af58-0638216e6375
- Nederlandse Thesaurus van Auteursnamen: 071794964
- Virtual International Authority File: 21636064
- WorldCat: E39PBJc3HkHKVQt49B9XYbMByd